# Налбант
Налбант (рум. Nalbant) — село у повіті Тулча в Румунії. Входить до складу комуни Налбант.
Село розташоване на відстані 210 км на схід від Бухареста, 20 км на південний захід від Тулчі, 97 км на північ від Констанци, 62 км на південний схід від Галаца.

## Населення
За даними перепису населення 2002 року у селі проживали 1070 осіб, з них 1067 осіб (99,7%) румунів. Усі жителі села рідною мовою назвали румунську.